# 税経
株式会社税経 (Zeikei Inc.) は、税務分野に特化した専門紙の出版社である。旬刊紙「税と経営」の出版、税務・労務の処理期限が記載された「税務カレンダー」の販売等を行っている。経営理念は「事務所の増収を図り事務の合理化に奉仕する」。

## 沿革
- 1961年   4月 - 大阪市にて株式会社「税と経営通信社」を創立、代表取締役に間瀬操平が就任。。
- 1961年 8月 - 旬刊「税と経営」を創刊。
- 1963年10月 - 本社を東京都豊島区の現在地に移転するとともに大阪、名古屋、広島、福岡、金沢に支社、総局を設置。
- 1964年10月 - 本社内に印刷工場を併設。
- 1965年   1月 -  職業会計人を対象に、月刊「会計事務所ニュース」を発行。
- 1970年   3月 - 月刊「会計事務所ニュース」の読者数の増加に伴い、株式会社「経営ニュース社」を創設。
- 1980年   2月 - 税経リーガルセンターを開設。
- 1980年   6月 -  株式会社「税経印刷社」を創設。
- 1982年   7月 - 株式会社「経営ニュース社」を株式会社「税経」に社名変更し、税経グループの基幹会社として発足。
- 1985年   6月 - 本社新社屋完成。
- 1994年   3月 - 事務所ニュースのカラー化を実現。
- 1997年11月 - ホームページ開設（zeikei-news.co.jp）。
- 1998年10月 - 「5年職歴」の発行開始。
- 2002年11月 - 「ホームページ作成サービス」業務を開始。
- 2003年   8月 - 制作部増設のため本社社屋を拡張。
- 2007年   6月 - 税務カレンダーに「プレミアダイアリー」を追加。
- 2008年   5月 - 弊社監査役間瀬晴之が代表取締役社長に、間瀬操平代表取締役は代表取締役会長に就任。
- 2008年10月 - 「10年職歴」の発行開始。

## 主要な発行雑誌
- 税と経営（旬刊：月3回発行）

## 事業所
- 本　　社　　：〒170-0011　東京都豊島区池袋本町4-1-1
- 大阪支社　　：〒530-0054　大阪市北区南森町1-4-19
- 名古屋支社　：〒460-0011　名古屋市中区大須3-31-22

## 加盟団体
- （社）日本専門新聞協会

## 所属記者クラブ
- 国会記者クラブ、国税庁・東京国税局・関東信越国税局記者クラブ